# Zamarada minimaria
Zamarada minimaria är en fjärilsart som beskrevs av Swinhoe 1895. Zamarada minimaria ingår i släktet Zamarada och familjen mätare. Inga underarter finns listade i Catalogue of Life.